# Holothrix filicornis
Holothrix filicornis Immelman & Schelpe es una especie de orquídea terrestre de la familia Orchidaceae. 

## Distribución
Es endémica de las proximidades del río Orange en Namibia.

## Hábitat
Su hábitat natural son los secos matorrales tropicales o subtropicales y áreas rocosas. Está tratada en peligro de extinción por pérdida de hábitat. 

## Fuente
- Craven, P. & Loots, S. 2004.  Holothrix filicornis.   2006 IUCN Red List of Threatened Species.   Bajado el 21-08-07.